# Хайдар, Али
Али Хайдар (араб. علي حيدر, Alī Ḥaidar‎; род. 1962) — сирийский политический деятель, лидер «Сирийской социальной националистической партии» (ССНП), с июня 2011 по ноябрь 2018 года — министр по делам национального примирения.

## Биография
Родился в 1962 году в сирийском городе Хама. Учился на офтальмолога в Дамасском университете, где изучал хирургию и лечение глазных болезней. Его однокурсником был Башар Асад, ставший впоследствии президентом Сирии. Хайдар окончил университет в 1994 году.
Женат, имеет двоих детей. Его сын Исмаил был убит боевиками сирийской оппозиции 2 мая 2012 года, подготовившими засаду на дороге между Хомсом и Масьяфой.